# Unleashed (film)

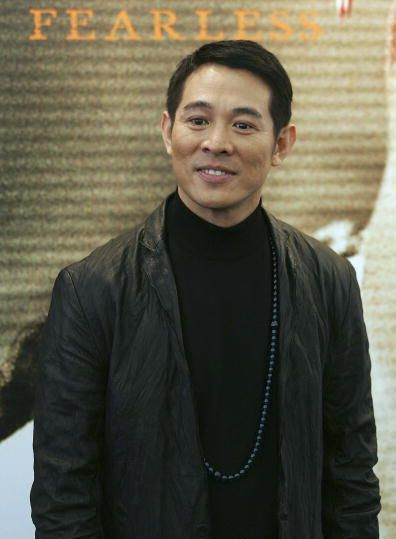
Jet Li bij de première

Unleashed (ook bekend als Danny the Dog) is een actiefilm uit 2005 van Louis Leterrier met Jet Li, Bob Hoskins en Morgan Freeman.

## Verhaal
Danny is een slaaf. Hij heeft zijn hele leven zonder enige vorm van scholing doorgebracht en heeft daarom de ontwikkeling van een kind. Danny wordt door zijn eigenaar Bart als een hond behandeld en moet voor hem vechten in illegale vechtwedstrijden. Als Bart na een auto-ongeluk in een coma belandt, komt Danny bij de blinde pianist Sam terecht die hem in huis neemt en hem de prettige kantjes van het leven laat zien.

## Rolverdeling
- Jet Li - Danny the Dog
- Morgan Freeman - Sam
- Bob Hoskins - Bart
- Kerry Condon - Victoria
- Vincent Regan - Raffles
- Dylan Brown - Lefty
- Tamer Hassan - Georgie
- Michael Jenn - Wyeth
- Jean-François Lénogue - Raffles thug
- Scott Adkins - Swimming pool fighter
- Silvio Simac - Swimming pool fighter
- Michael Ian Lambert - The Stranger